# 白吻環宇海龍
白吻環宇海龍（学名：Cosmocampus albirostris），为輻鰭魚綱棘背魚目海龍魚科的其中一種，分布於西大西洋區，包括美國佛羅里達州、墨西哥灣、加勒比海、巴西東南部等海域，棲息深度可達50公尺，體長可達20公分，棲息在海草床，卵胎生。